# Pierre-Joseph Van Beneden
Pour les articles homonymes, voir Van Beneden.

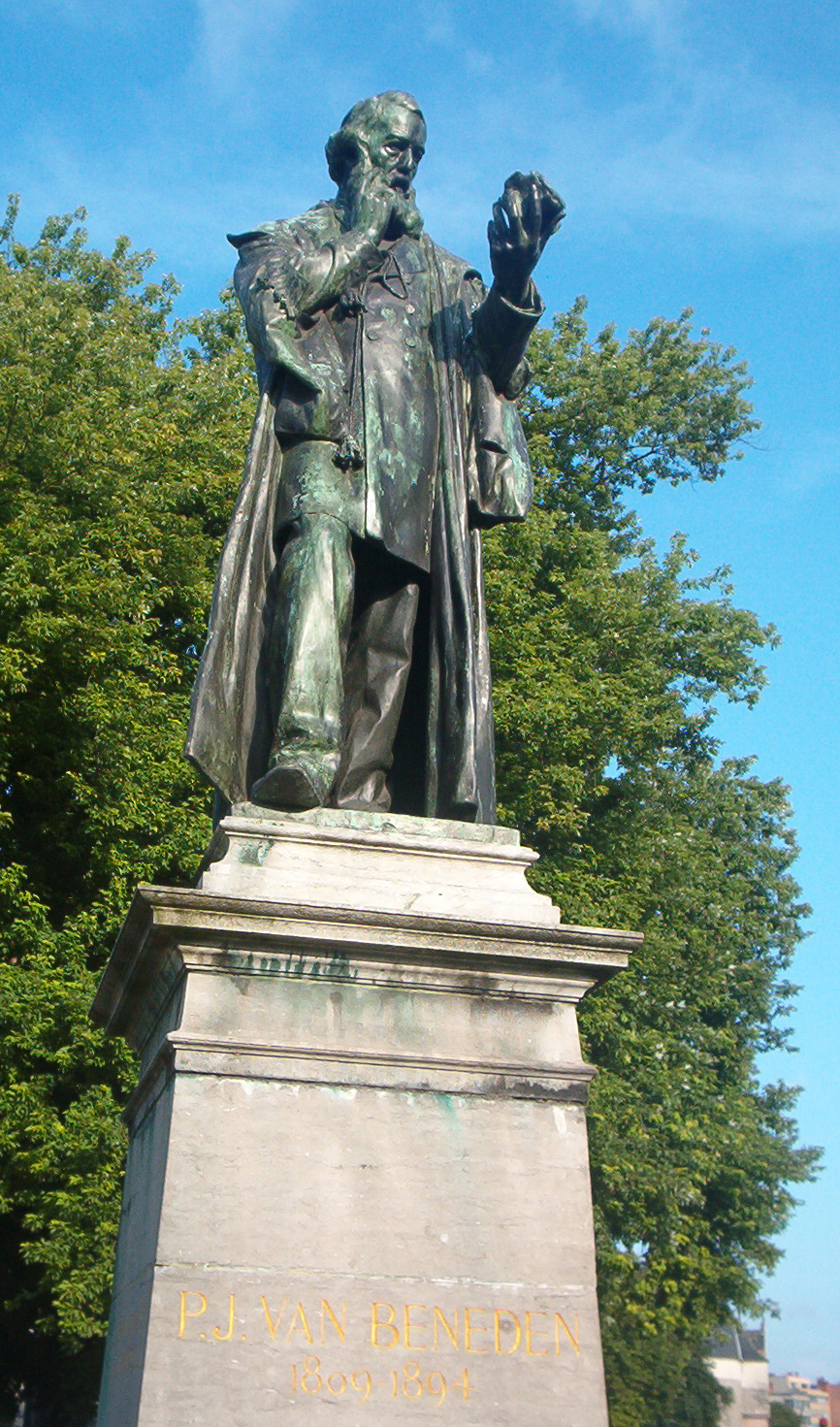
Statue de Pierre-Joseph Van Beneden érigée à Malines (sculpteur Jules Lagae).

Pierre-Joseph Van Beneden (né le 19 décembre 1809 à Malines et mort le 8 janvier 1894 à Louvain) est un paléontologue et un zoologiste belge qui s'est spécialisé en parasitologie.

## Biographie
Pierre-Joseph Van Beneden, né le 19 décembre 1809 à Malines, est le fils de Guillaume Van Beneden, cabaretier, et de Marie Barbe Penninckx. Il se marie le 18 avril 1843 à Ostende avec Rosalie Valcke. Il est le père d'Édouard van Beneden (1846-1910), professeur de zoologie, d'anatomie et de physiologie comparées à l'Université de Liège, et découvreur de la méiose.
Il commence à étudier la pharmacie chez Louis Stoffels, d'origine hollandaise et installé à Malines. Stoffels possédait un cabinet de curiosités constitué de minéraux, d'animaux et de fossiles. Le jeune Van Beneden découvre alors l'histoire naturelle.
Il étudie alors la médecine à l'Université d'État de Louvain mais vient à Paris, étudier auprès de Georges Cuvier la zoologie. Il devient ainsi docteur en médecine et en sciences. En 1831, il est conservateur du Muséum de l'université avant, en 1836, d'obtenir une chaire de zoologie à l'Université de Louvain, fonction qu’il occupe jusqu'à sa mort, en 1894. Plusieurs de ses élèves deviendront de grands biologistes dont Jules d'Udekem de Guertechin (1824-1864).
En 1842, il devient membre de l'Académie royale des sciences de Belgique dont il devient président en 1881. Il étudie les vers plats à partir de 1845. Il met en évidence le cycle vital complet de ces animaux, certaines étapes étant autrefois inconnues. Il démontre ainsi que ces vers ne naissent pas spontanément, mais sont de véritables animaux. Il fait paraître en 1875 Les Commensaux et les parasites dans le règne animal. Cet ouvrage, largement diffusé, permet l'établissement du concept de commensalisme qu'il avait théorisé à la fin des années 1860.
Vers la fin des années 1850, il commence à étudier les baleines et autres mammifères marins fossiles ou actuels et publie, en collaboration avec le zoologiste français Paul Gervais, Ostéographie des Cétacés, vivants et fossiles (1868-1880). Il fonde le premier laboratoire et le premier aquarium (non ouvert au public) destinés à étudier la biologie marine (1843) à Ostende. Là, il s’intéresse aux invertébrés marins et montre que l'étude de l'embryologie est une clé essentielle pour leur classification.  
En 1875, il devient membre de la Royal Society. Il était également membre de nombreuses autres sociétés scientifiques à l'étranger. 
En 1878, il identifie comme « iguanodons » les squelettes découverts sur le site de Bernissart.
À la suite de son décès le 8 janvier 1894 à Louvain, ses funérailles sont célébrées avec les honneurs militaires à Louvain le 12 janvier 1894 et il est inhumé au cimetière d'Heverlee.

## Œuvres
Une sélection d'œuvres de Pierre-Joseph Van Beneden dont le texte intégral est disponible :
- Animal parasites and messmates (1876) Texte intégral sur Archive.org
- Histoire naturelle des balénoptères (1888) Texte intégral sur Archive.org
- Mémoire sur les vers intestinaux (1858) Texte intégral sur Archive.org
- Recherches sur la faune littorale de Belgique: crustacés (1861) Texte intégral sur  Archive.org
- Histoire naturelle des cétacés des mers d'Europe (1889) Texte intégral sur Archive.org

## Hommages et distinctions
En 1853, l'Institut de France lui décerne le Grand prix de sciences physiques pour l'ouvrage L'histoire du développement des vers intestinaux. En 1886, l'Université de Louvain frappe une médaille célébrant ses cinquante années de professorat.
En 1886, une médaille à l'effigie de Pierre-Joseph Van Beneden est émise par l'Université de Louvain pour célébrer ses 50 ans de professorat.

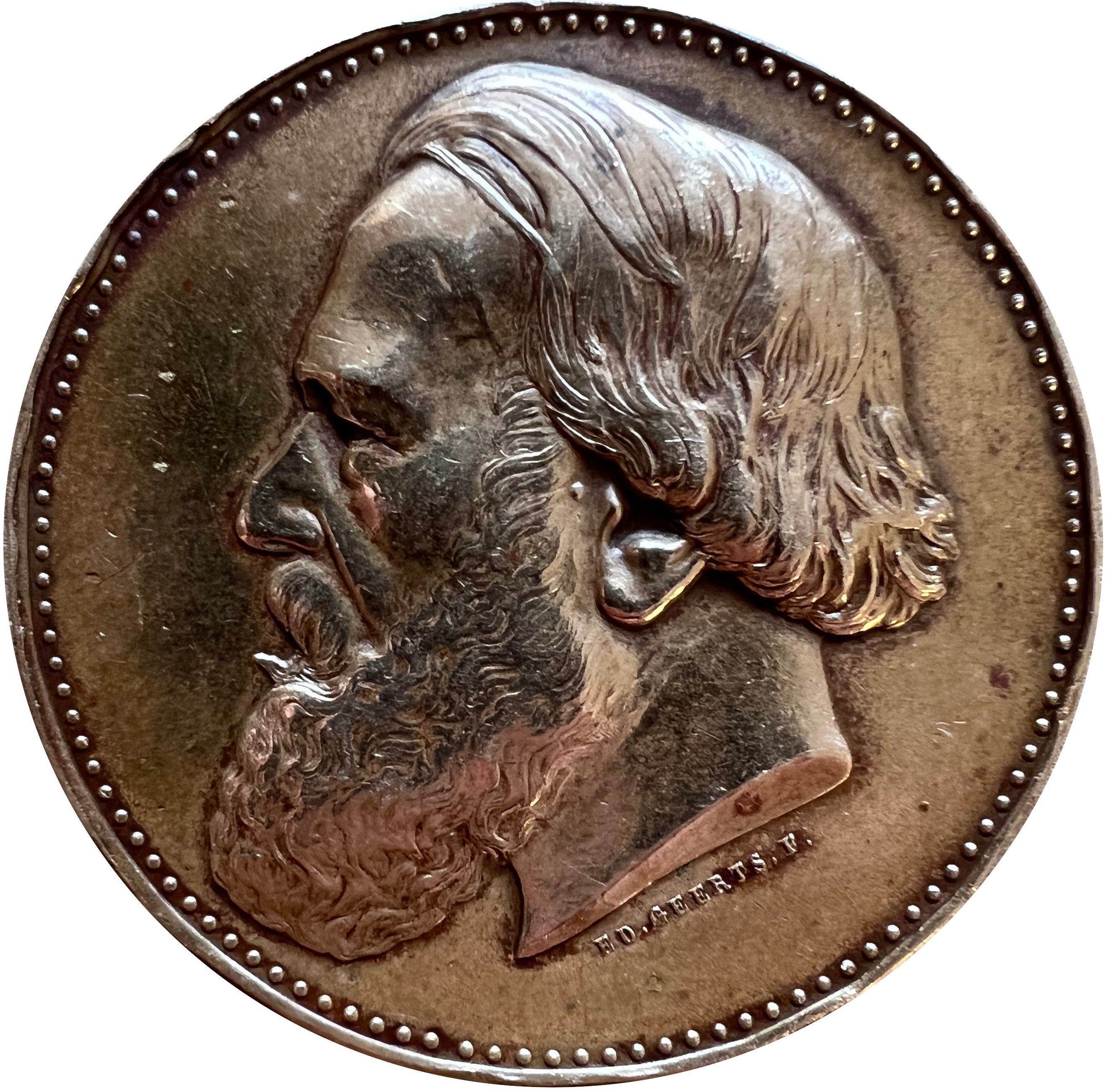
Avers de la médaille.
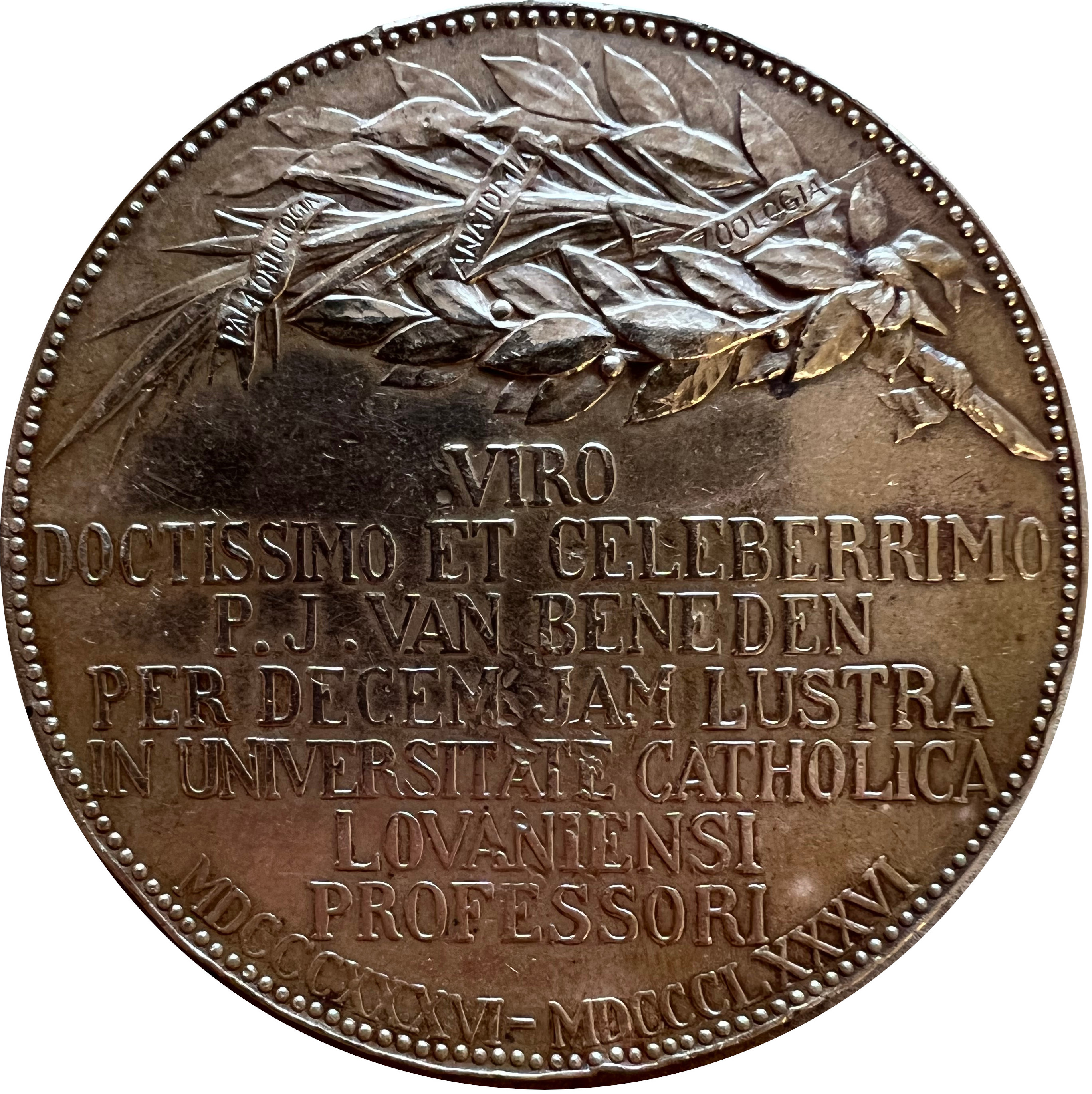
Revers de la médaille.

Une statue à son effigie, œuvre du sculpteur Jules Lagae, a été érigée en juillet 1898 à Malines.
Une « Van Benedenlaan » (avenue Van Beneden) à Malines et une « P.-J. Van Benedenstraat » (rue P.-J. Van Beneden) à Louvain ont été baptisées en son honneur.
Les distinctions suivantes lui ont été décernées :
- Grand officier de l'ordre de Léopold (Belgique) ;
- Commandeur de l'ordre de la Rose du Brésil ;
- Commandeur de l'ordre de la Couronne d'Italie ;
- Commandeur de l'ordre de l'Immaculée Conception de Vila Viçosa (Portugal) ;
- Officier de la Légion d'honneur (France) ;
- Chevalier de l'ordre royal de l'Étoile polaire (Suède).